# Braća Italije
Braća Italije (tal.: Fratelli d'Italia, skraćeno FdI), talijanska je desna politička stranka osnovana 2012. odvajanjem nacionalističkoga krila stranke desnoga centra Narod slobode pod vodstvom Silvija Berlusconija. Osnovali su je Ignazio La Russa, Guido Crosetto i Giorgia Meloni, koja je na čelu stranke od 2014.
Politički analitičari definirali su stranku kao konzervativnu, nacionalističku, tradicionalističku, nativističku, postfašističku i suverenističku. U logotipu Braće Italije nalazi se plamen u boji talijanske trobojnice, simbol koji je u prošlosti koristila danas nepostojeća neofašistička stranka Talijanski socijalni pokret, osnovana davne 1946. od strane bivših članova Nacionalne fašističke stranke (1921. – 1943.) i Fašističke republikanske stranke (1943. – 1945.). Do 2017. ispod simbola isticala se kratica "MSI", još jedan simbol iste neofašističke stranke.
U Europskome parlamentu Braća Italije pripadaju političkoj grupaciji Europskih konzervativaca i reformista, te se zalaže za "konfederalnu uniju suverenih nacija" nasuprot modelu "Europske federacije".

## Izbori
Na parlamentarnim izborima 2013. i 2018., Braća Italije su ušli u koaliciju sa strankom desnoga centra Narod slobode i s protuimigrantskom strankom krajnje desnice Sjevernom ligom, no uvijek su odbili predložiti svoje članove kao ministre u vladi preferirajući ostati u oporbi. Na izvanrednim izborima za Talijanski parlament u rujnu 2022. Braća Italije su stranka koja je dobila najviše glasova (26%) i zajedno sa svojim koalicijskim partnerima osvojili su apsolutnu većinu. Predsjednica stranke Giorgia Meloni najavila je da će tražiti mandat za formiranje vlade s njom kao premijerkom.

## Vanjske poveznice
- Službeno glasilo Braće Italije. Pristupljeno 27. rujna 2022.